# L'Odi Social
L'Odi Social est un groupe de punk hardcore espagnol, originaire de Barcelone, en Catalogne. Il est formé à la fin de 1981 sous le nom de Odi Social. Ils restent actifs jusqu'en 1992, et sont considérés par la presse locale comme l'un des groupes fondateurs de la scène punk hardcore de Barcelone, aux côtés de groupes comme Último Resorte, Shit SA, Anti/Dogmatikss, GRB ou Subterranean Kids. Sur scène, ils sont reconnus comme l'un des premiers groupes ayant fait usage du catalan dans ses paroles et morceaux.
Durant son existence, le groupe compte un EP de cinq titres, Que pagui Pujol (1986), un album studio (Esventats, 1990) et quelques participations sur diverses compilations, comme notamment la cassette audio Nicaragua Rock 10-5-86, représentant le festival homonyme.

## Biographie

### Débuts (1983–1985)
L'Odi Social, appelé à ses débuts Odi Social, est formé en octobre 1981 par le bassiste Poly (Josep Urpí i Gausachs) et le batteur Saina, ancien membre du groupe Suburbio. Après l'arrivée des quelques autres membres (dont un certain Victor recruté comme guitariste dans les premiers mois), la formation définitive s'établit et ne changera pas avant l'arrivée du guitariste Fernando « Damned » et du chanteur Jordi « Gos ».
En raison de problèmes liés aux instruments et matériels d'enregistrement (amplificateurs, ...), le groupe commence à fonctionner à peu près normalement dès 1983, en donnant ses premiers concerts autour de cette date. En décembre 1983, Poly commence à alternr son rôle de bassiste de Odio Social avec celui de chanteur dans le nouveau groupe de cette période Anti/Dogmatikss, auquel il reste membre jusqu'à la fin de 1985.
En 1984, l'activité scénique du groupe s'accroit considérablement, ce qui témoigne de sa participation à de nombreux concerts dans sa ville natale, parmi lesquels la Sala Zeleste en mai, et avec Napalm, Residuos Nukleares, Shit SA, et Anti/Dogmatiks au festival organisé par les fanzines NDF et Contaminación; le 12 mai, ils jouent un autre concert organisé par NDF, au Casal dels Transformadors, aux côtés de Nukleares Residues,, ; le 14 mai en ouverture pour le finlandais Rattus, avec Common Sense et Nukleares Residues ; et le 27 octobre avec GRB, Anti/Dogmatiks, Napalm, Shit S.A. et Voices, dans le cadre d'un concert pour soutenir le Colectivo Squat de Barcelonan qui venait de terminer sa première action d'occupation d'une maison inhabitée dans le quartier de Gràcia.
Dans une interview accordée à un fanzine du moment, ils déclarent que les thèmes des morceaux sont écrites par les membres du groupe, en particulier par Poly (« le plus parano, celui qui influence le plus le groupe »). À cette période, ils comptent dix chansons (dont Turmix generation, l'anti-militaire Odio obedecer, Veinte iguales para hoy et Los Vicios se pagan). Comme principales influences, ils mentionnent (Saina et Perro / Gos) les Dead Kennedys, MDC, Crass et Flux of Pink Indians, ainsi que (Blitz et Damned) Blitz, GBH, Discharge et Peter and the Test Tube Babies. Dans cette liste ils ajoutent The Damned pour lequel ils sont fans passionnés du guitariste. Ils mentionnent aussi être également en relation avec le label indépendant allemand Rock-O-Rama (qui n'a pas porté ses fruits) et la possibilité de publier un single en Italie.
Musicalement et idéologiquement, L'Odi Social se classe dans l'anarcho-punk, comme la plupart des groupes issus de la scène punk hardcore naissante de Barcelone. Dans une interview accordée au fanzine Insumisión en 1985, Saina, interrogé sur l'opinion du groupe sur l'anarchie et le pacifisme, explique : « Nous croyons que [l'anarchie] est la seule idéologie qui a raison d'être, la seule qui est juste. Les autres ne servent qu'à se remplir les poches. Quant au pacifisme, si vous n'y croyez pas, vous ne croyez pas à l'anarchie. » L'aspect politique de l'Odio Social s'exprime, en plus des chansons, par l'invention de slogans tels que « ne détruis pas ton corps avec la drogue - drogue ton corps avec le chaos » et la création du logo avec le nom du groupe, dans lequel le « a » de « Social » imite le symbole anarchiste.
Le 13 janvier 1985, Odio Social se produit, toujours à Zeleste, avec Anti/Dogmatikss et le groupe de punk hardcore basque Autodefensa lors d'un concert organisé par NDF,, enregistré en vue de sa publication. La cassette de compilation La Lucha continúa!!! comprend donc des chansons des trois groupes. Par la suite, ils publient une brochure dans laquelle, avec le logo du groupe, des collages d'images de champs de croix, de soldats, de symboles consuméristes, etc., les paroles de leur répertoire actuel sont reproduites. La même brochure comprend le dessin d'un jeune punk, montrant sa langue et faisant le signe de butifarra (coupe de manches, comme dit en catalan). En face de lui est un verre de bière. Les 20 et 21 novembre, le groupe joue avec Blut + Eisen et Torpedo Moskau,.

### Que pagui Pujol(1986)
La popularité grandissante de L'Odi Social dans la scène underground et punk atteint son paroxysme en 1986, année où, en plus de publier leur premier album, ils participent à de nombreux festivals de punk. Ils commencent l'année en enregistrant treize chansons en janvier, dont cinq seraient incluses dans leur futur album. Peut-être à cause du manque d'intérêt des quelques labels catalans indépendants, ou à cause de son attitude anti-système, le groupe, refusé, choisit d'auto-publier l'EP Que pagui Pujol. Il est pressé en Italie, à Pise, avec l'aide de Sandro, du groupe classique italien CCM.
L'EP de L'Odi est publié vers avril ou mai 1986. Le titre est une invitation à la désobéissance civile et spécifiquement à refuser de payer pour les transports en commun : sur la couverture, quatre jeunes punk sautent à l'unisson les barrières d'un métro. Le rejet du groupe envers l'établissement est montrée sur la couverture arrière, où se trouve une sorte de sous-titre qui lit Més odi que mai, parodiant la devise Barcelone, més que mai, attribuée en 1985 par le conseil municipal de Barcelone. 
En parallèle à l'enregistrement de l'album, le groupe joue une série de concerts punk. Le 4 janvier 1986, à la Sala Zeleste, ils jouent avec les groupes Zero Point (Danemark) et Subterranean Kids au festival de deux jours Perros No, organisé par les fanzines El Watikano Informa Anti-Fanzine, Teorías Histéricas et Voll-Ker, un festival dans lequel Elektroputos a également joué, Así No Hay Mane y Recincidentes (ce dernier groupe ne doit pas être confondu avec le groupe de Séville du même nom). Le 19 avril 1986, ils jouent avec les groupes Monstruación, Piorreah, Últimos de Cuba et d'autres, au Polideportivo de Valldaura au concert Mili-KK-Rock, contre le service militaire obligatoire en vigueur en Espagne dans ces années. Le 19 juillet, enfin, ils jouent au concert Barricada Rock (encore une fois, affiche d'Azagra), avec le groupe basque Tijuana in Blue, BAP!!, Anti/Dogmatikss, Pisando Fuerte, et Monstruación.

### Esventats(1987–1992)
Après une tournée en Allemagne, le premier album de L'Odi Social est finalement publié en 1990, par le label basque indépendant Basati Diskak, avec le titre Esventats, et la reprise de Dan Sites. L'album contient 13 chansons, dont un Intro et un Outro intitulé En éste. Dans celui-ci, le groupe montre un plus grand domaine instrumental, ainsi qu'une influence, dans certains passages, du crossover thrash et thrash metal. Pour la première fois (sans compter la compilation EP de 1988), certaines paroles sont écrites entièrement en catalan : Speed (sur la dépendance à l'amphétamine), No Olimpigs (contre les Jeux olympiques de Barcelone) et Ataka a l'Estat (« Attaque l'État »).
Deux ans plus tard, en 1992, le label Potencial Hardcore réédite l'EP Que pagui Pujol, en album studio, incluant les huit morceaux des mêmes sessions qui avaient été exclus du vinyle original. Cependant, le groupe se sépare la même année, mettant temporairement fin à sa carrière.

### Post-séparation et réunions
En 1997, le groupe effectue sa première réunion, le 11 octobre au deuxième festival antifasciste No Pasarán, auquel participent également La Polla, Inadaptats et Speereth. Ce concert est suivi par une dernière performance à El Laboratorio, à Madrid, avant laquelle le groupe se sépare à nouveau.
Après la sortie d'une réédition par BCore, le groupe se réunit en 2007, commençant à préparer de nouvelles performances pour l'année 2008.

## Miembros
- Jordi « Gos » - chant
- Fernando « Damned » Poza - guitarra
- Josep « Poly » Urpí - basse
- Saina - batería

## Discographie
- 1985 : La lucha continúa!!! (compilation ; NDF - La Virgen)
- 1986 : Que pagui Pujol
- 1986 : Resiste Cros 10 (EP auquel ils contribuent avec deux morceaux - No Olimpigs et Veinte años)
- 1988 : Esventats (réédité par Basati Diskak en 1990)
- 1992 : Que pagui Pujol (Potencial Hardcore)
- 2000 : Barcelona No Olimpig City (El Lokal)
- Que Pagui Pujol + Esventats + Extras (discographie complète ; BCore BC 155, 4/08).